# Chevalier noir (Sacré Graal)

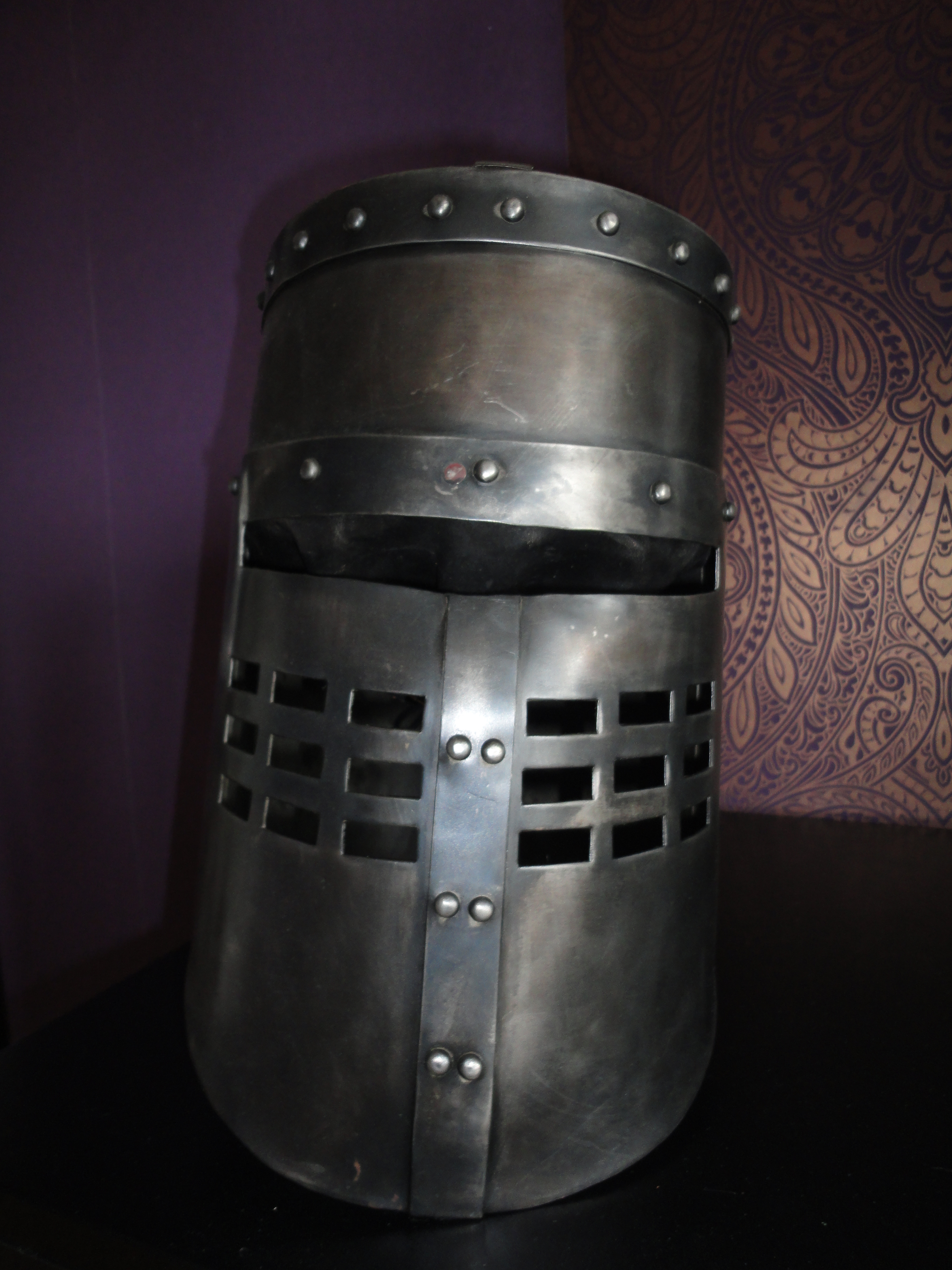
Heaume du chevalier noir dans le film Monty Python : Sacré Graal !

Le chevalier noir ou Black Knight en anglais, est un personnage de fiction qui apparait dans le film Monty Python : Sacré Graal !

## Histoire

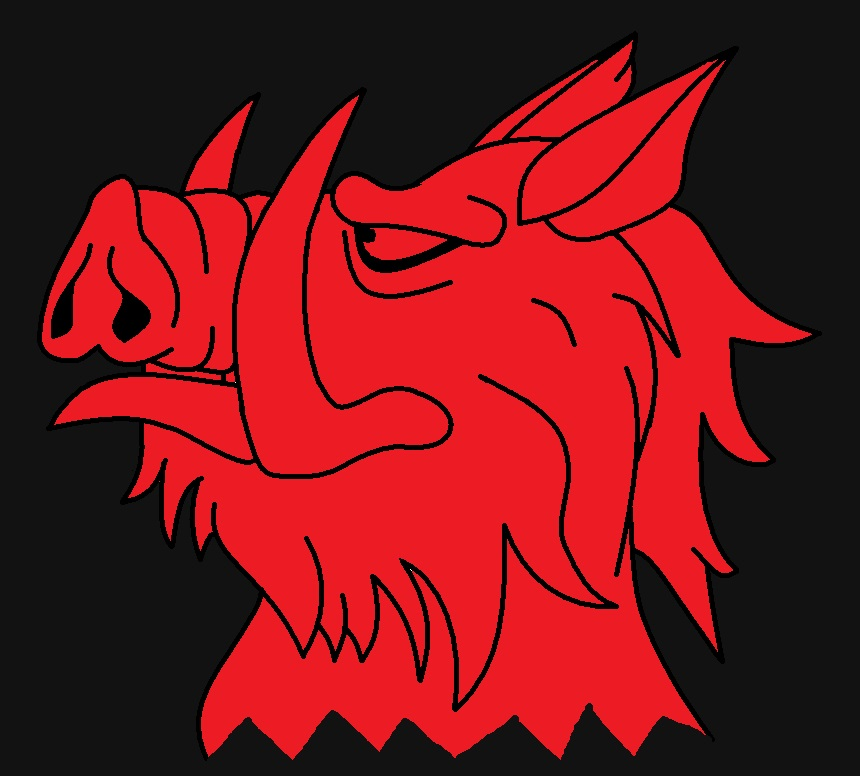
Blason du chevalier noir

Le chevalier noir est le gardien d'un passage dans la forêt. On le voit pour la première fois combattre un autre chevalier, et il finit par terrasser son adversaire en lançant son épée à travers la visière du casque.
Après l'affrontement, le roi Arthur, constatant la maîtrise du chevalier noir dans l'art du maniement de l'épée, l'invite à se joindre à sa quête du Saint Graal.
« I seek the finest and the bravest knights in the land to join me in my Court of Camelot. »
Le chevalier noir, impassible, ne dit rien.
Déçu, le roi Arthur passe son chemin pour continuer son aventure, mais le chevalier noir lui barre la route et il engage le combat.
Malgré la force du chevalier noir, Arthur domine largement le combat et lui coupe le bras gauche. Mais celui-ci répond à un roi Arthur interloqué que ce n'est qu'une égratignure et qu'il a connu pire. Et le duel se poursuit donc, jusqu'à ce que le chevalier noir se fasse couper le bras droit d'un coup d'épée.
Pensant que le combat en reste là, le roi Arthur, s'agenouille et prie. Mais le chevalier noir n'en reste pas là, et donne des coups de pied au roi. Énervé par les coups et les provocations du chevalier noir, Arthur lui coupe la jambe droite. Mais le chevalier noir crie qu'il est invincible et qu'il sort toujours vainqueur, et il piétine les pieds d'Arthur avec sa dernière jambe. Le roi lui coupe alors la jambe gauche, et le chevalier noir finit en homme tronc.
Le chevalier noir à terre crie au roi Arthur qui s'éloigne qu'il lui promet de lui mordre les jambes :
« I see, running away then. You yellow bastards! Come back here and take what's coming to you. I'll bite your legs off! »

## Description
Le chevalier noir est casqué d'un grand heaume noir. Il porte sur lui un haubert et des chausses en mailles. Il a des gants et des bottes en cuir noir. Par-dessus sa cotte de mailles, il porte un tabard noir où est brodée une hure de sanglier de gueules.
Il est armé d'une claymore, une très grande épée.

## Interprètes
Il y avait deux acteurs pour jouer le rôle du chevalier noir.
- John Cleese pour les scènes de combat, et quand il devient un homme-tronc.
- Un forgeron habitant non loin du lieu de tournage, nommé Richard Burton (ne pas confondre avec l'acteur Richard Burton), un véritable unijambiste, quand il fallait que le chevalier tienne sur une jambe, car John Cleese n'avait pas l'équilibre sur une jambe.

## Symbolisme
Le sanglier symbolise dans l'héraldique médiévale la force et la ténacité comme le fameux sanglier des Ardennes. On retrouve également le sanglier dans les armoiries de villes et sur les armes de familles illustres. Il sera aussi adopté pour des insignes de régiments. Le blason du chevalier noir, la hure de sanglier peut être rapprochée du sanglier d'Erymanthe qui fut terrassé par Hercule lors de ses douze travaux.

## Postérité
Le chevalier noir apparait dans la comédie musicale Spamalot. Le personnage a aussi été invoqué pour décrire Theresa May au cours de la négociation des conditions du Brexit.